# Большая Климовская
Большая Климовская — деревня в Вожегодском районе Вологодской области.
Входит в состав Вожегодское городское поселение, с точки зрения административно-территориального деления — в Вожегодский сельсовет.
Расстояние до районного центра Вожеги по автодороге — 1 км. Ближайшие населённые пункты — Емельяновская, Задорожье, Вожега.
По переписи 2002 года население — 458 человек (214 мужчин, 244 женщины). Преобладающая национальность — русские (97 %).